# Katedrála svatého Magnuse

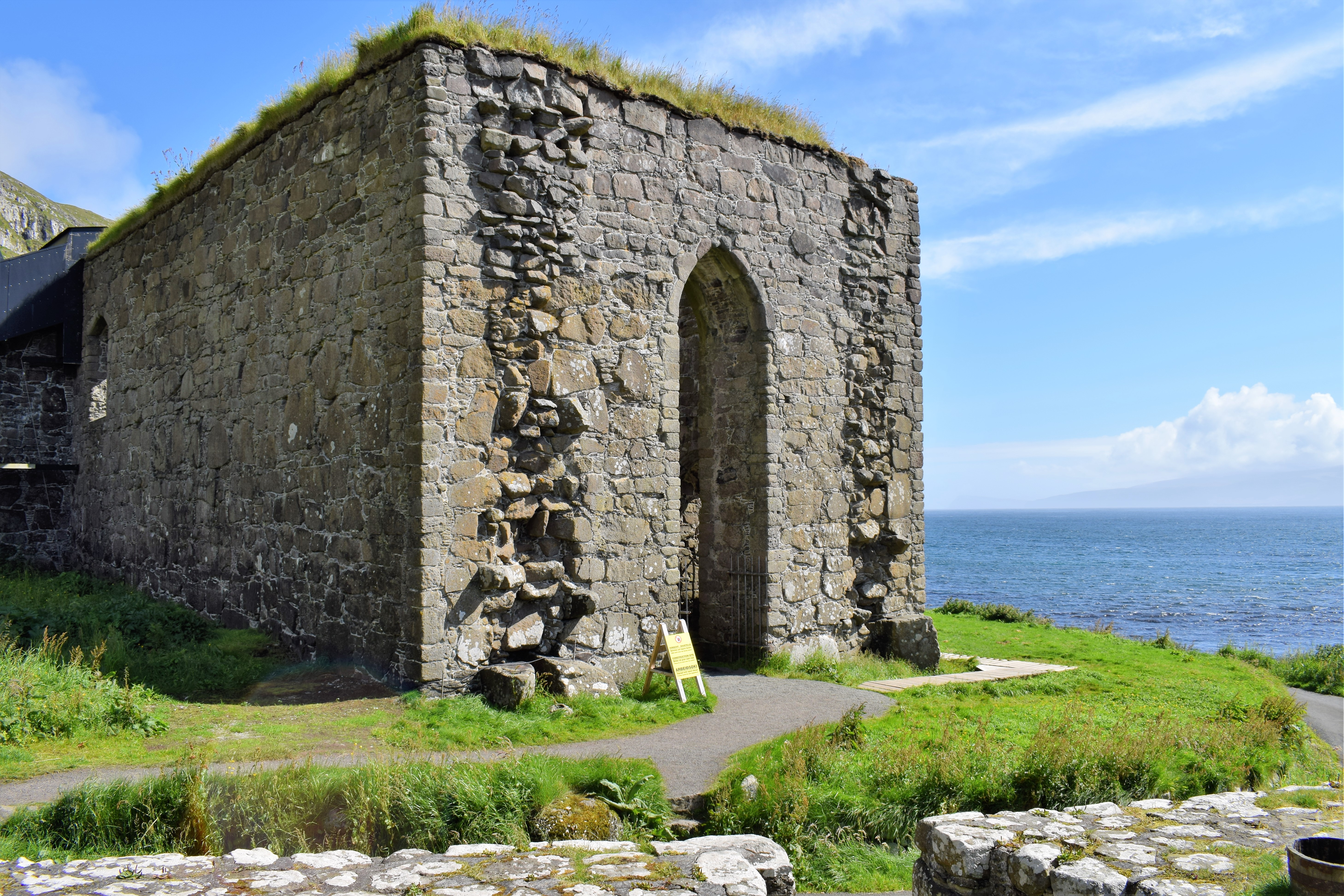
Zřícená katedrála Sv. Magnuse

Katedrála svatého Magnuse je zřícenina katedrály v obci Kirkjubøur na ostrově Streymoy v souostroví Faerské ostrovy. Ruiny katedrály jsou největší středověkou památkou Faerských ostrovů.

## Historie
Biskup Erlendur (1269–1308) započal výstavbu přibližně kolem roku 1300. Dříve se myslelo, že stavba nebyla nikdy plně dokončena, ale současný výzkum naznačuje, že došlo k dokončení, zastřešení a používání již hotové stavby. Katedrála ovšem nebyla využívána dlouho, kvůli reformaci byla v roce 1537 zrušena diecéze faerských ostrovů a katedrála byla ponechána svému osudu.
Jediná známá relikvie Sv. Thorlaka (Þorlákur Þórhallsson, Thorlak Thorhallsson) je uchovávána s ostatními světcovými ostatky v olověné truhle v zadní zdi svatyně („Zlatá skříňka“).

## Galerie
Obrázky zřícenin katedrály byly součástí série faerských poštovních známek v roce 1988:

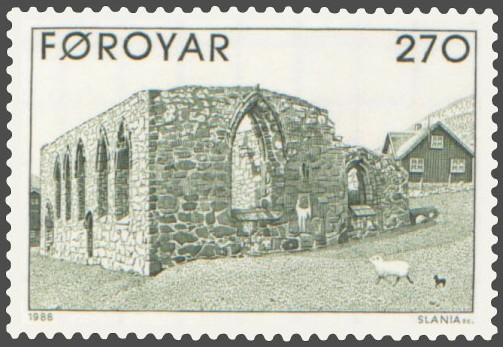
FR 169: Katedrála s jehnětem a ovečkou v popředí
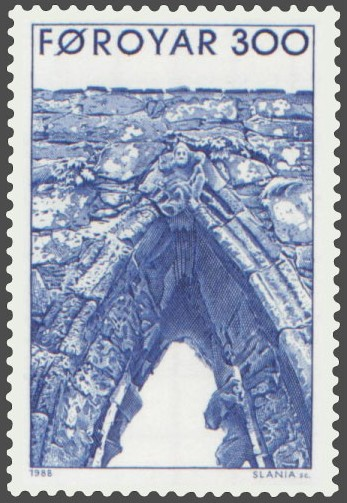
FR 170: Detail gotického oblouku
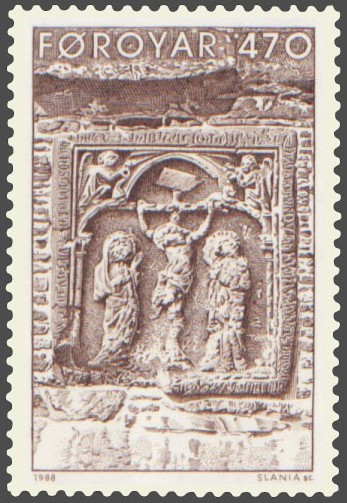
FR 171: Náboženský motiv z vnitřní zdi
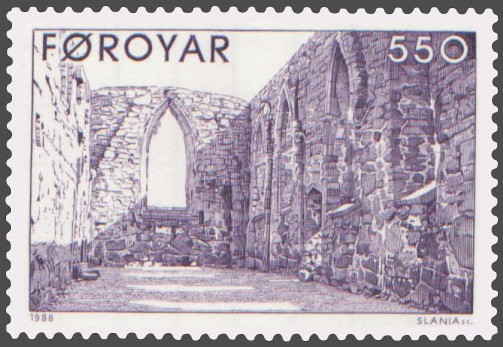
FR 172: Vnitřní pohled